# Reformierte Episkopalkirche Spaniens
Die Reformierte Episkopalkirche Spaniens, auch Spanische Reformierte Bischöfliche Kirche (spanisch Iglesia Española Reformada Episcopal) ist eine Mitgliedskirche der Anglikanischen Gemeinschaft und steht in kirchlicher Gemeinschaft mit den altkatholischen Kirchen. Die Reformierte Episkopalkirche Spaniens ist ebenfalls Mitglied der Porvoo-Gemeinschaft und hat mit diesen Kirchen volle Kirchengemeinschaft vereinbart. Der mozarabische Ritus (auch mozarabische Liturgie, westgotische Liturgie oder altspanische Liturgie genannt) ist der liturgische Ritus der (anglikanischen) Reformierten Episkopalkirche Spaniens.
Die Episkopalkirche hat ihren Ursprung in der Tätigkeit eines ehemaligen römisch-katholischen Priesters, der unter der Aufsicht des anglikanischen Bischofs von Mexiko 1880 sein Wirken begann. Schon 1894 mit einem eigenen Bischof ausgestattet, unterstand die Reformierte Episkopalkirche Spaniens dem Primas der Kirche von Irland. 1980 erlangte sie dann als sogenannte extraprovinzielle Kirche ihre Selbständigkeit und untersteht seitdem dem Erzbischof von Canterbury als Primas.
Heute zählt die Reformierte Episkopalkirche Spaniens, deren Gebiet auf Spanien begrenzt ist, einen Bischof, 21 Priester, darunter eine Frau, und vier Diakone.
Die Reformierte Episkopalkirche Spaniens ist seit 1962 Mitglied des Ökumenischen Rates der Kirchen (ÖRK) und der Konferenz Europäischer Kirchen (KEK).

## Bischöfe
- Juan Bautista Cabrera (1894–1916)
- Santos Martin Molina (1956–1966)
- Ramón Taibo (1967–1982)
- Arturo Sánchez Galán (1983–1995)
- Carlos López Lozano (seit 1995)